# Hotels.com
Hotels.com är en webbsida för bokning av hotell. Företaget grundades 1991 som Hotel Reservations Network (HRN). Det blev en del av Expedia Inc. 2001 och bytte namn till Hotels.com 2002. Hotels.com sköts av Hotels.com LP, ett kommanditbolag i Dallas, USA. Företaget erbjuder fler än 240 000 hotell.

## Historia
Hotels.com grundades 1991 av David Litman och Robert Diener under namnet Hotel Reservations Network (HRN), där man erbjöd hotellbokning via telefon i USA. Företaget förvärvades 2001 av USA Networks Inc (USAI), som även förvärvade aktiemajoritet i onlineresebyrån Expedia.
HRN bytte namn till Hotels.com 2002, då man även lanserade sitt offlinevarumärke 1-800-2-Hotels såväl som möjligheten att boka hotell online. Under de nästföljande två åren expanderade företaget internationellt med 29 nya sidor. USAI bytte namn till InterActiveCorp (IAC) 2003. IAC separerade reseverksamheten 2005 under namnet Expedia Inc. Hotels.com blev då tjänsteföretag till Expedia Inc.
Sedan 2002 har den internationella tillväxten inkluderat webbsidor för Nord-, Central- och Sydamerika, Europa, Australien, Japan, Kina och länderna kring Stilla havet, Mellanöstern och Sydafrika. Webbsidor lanserades i Indonesien och Vietnam 2011.

### Hotels.com och funktionshindrades rättigheter i USA
I maj 2007 väcktes grupptalan mot Hotels.com (Smith v. Hotels.com L.P., California Superior Court, Alameda County, Case No. RG07327029), vilken fördes mot dem för "kontinuerlig diskriminering mot personer med funktionshinder som vill, men inte kan, använda sig av Hotels.coms världsomspännande nätverk för bokning av hotellrum".  Företaget bestred anklagelserna och motsatte sig åtalet, men förklarades skyldigt för överträdelse av Kaliforniens Unruh Civil Rights Act, samt överträdelse av lagen om illojal konkurrens. Hotels.com gick sedan med på att ange lämplig information om tillgänglighetsanpassning för de hotell som säljs på deras webbsidor.

## Hotellprisindex
Sedan 2004 publicerar Hotels.com två gånger om året en översikt över internationella trender för hotellrumspriser, som kallas för Hotels.coms Hotellprisindex. Prisindexet anges per rum och baseras på priserna som Hotels.coms kunder har betalat med ett viktat medelvärde, som i sin tur baseras på antalet sålda rum på varje marknad där Hotels.com är verksamt.